# Hedebacken
Hedebacken – kompleks skoczni narciarskich, w szwedzkiej miejscowości Hede.
W skład kompleksu wchodzą skocznie o punktach konstrukcyjnych: K90, K45, K25 i K15. Żaden obiekt nie jest wyposażony w igelit. Na skoczniach regularnie odbywają się imprezy o charakterze lokalnym m.in. Mistrzostwa Szwecji. Na skoczniach trenują zawodnicy klubu Hede IK.